# D.C.P.S. 〜ダ・カーポ〜 プラスシチュエーション
『D.C.P.S. 〜ダ・カーポ〜 プラスシチュエーション』はPCゲーム『D.C. 〜ダ・カーポ〜』のPS2用コンシューマー移植版である。2005年7月14日には廉価版『D.C.P.S. 〜ダ・カーポ〜 プラスシチュエーション KADOKAWA THE Best』が発売された。
本作品の追加要素をそのままにPSP版へと移植したD.C.I&II P.S.P. 〜ダ・カーポI&II〜 プラスシチュエーション ポータブル、18禁リメイク版となるD.C.P.C. 〜ダ・カーポ〜 プラスコミュニケーションについても本項目で扱う。

## 概要
原画は七尾奈留、影崎夕那（影崎由那・影山由多）、igul、たにはらなつき、秋蕎麦、かゆらゆか、みつまむ。シナリオはまり、御巫紫苑、長嶋日出晴、鈴木雅詞、鈴木達也。
初音島という1年中桜が咲きつづける不思議な島の風見学園に、手のひらから和菓子を生み出し、他人の夢を垣間見てしまうという二つの能力を持った男子生徒を主人公とした「こそばゆい学園恋愛アドベンチャー」である。

## D.C. 〜ダ・カーポ〜からの変更点
- キャラクターの新規追加。
- 既存キャラのHシーンとそれに関係したシーンのカット。
- 声優陣の一新（アニメ版の声優）。
- 従来のキャラの新規シナリオ・イベント絵追加。
- 新規挿入歌を追加、一部の曲のカバー。
- オープニングアニメーションムービー収録。

他

## D.C.I&II P.S.P. 〜ダ・カーポI&II〜 プラスシチュエーション ポータブル
D.C.I&II P.S.P. 〜ダ・カーポI&II〜 プラスシチュエーション ポータブルは、2010年10月28日に発売されたPSP用恋愛アドベンチャーゲーム。D.C.P.S. 〜ダ・カーポ〜 プラスシチュエーション（およびD.C.II P.S. 〜ダ・カーポII〜 プラスシチュエーション）をPlayStation Portableに移植したもの。本編に使用されている文字はリョービ製のフォントを使用している。なお、移植実作業はアルカディア・プロジェクトによるものとなっており、開発元がサーカスとアルカディア・プロジェクトの連名となっている。
基本的にはD.C.P.S. 〜ダ・カーポ〜 プラスシチュエーションからの変更はないが、ことりが本校制服時に帽子を被っていなかったり、美咲の頭のリボンがなかったりなど、グラフィックに一部ミスがある。

## 主題歌・挿入歌
- オープニングテーマ「ダ・カーポ 〜第2ボタンの誓い〜」
  - 作詞・作曲：tororo、編曲：Angel Note、歌：yozuca*
- エンディングテーマ「Dream 〜The ally of〜」
  - 作詞：tororo、作曲・編曲：長田直之、歌：rino
- エンディングテーマ「Dream 〜The other side〜」
  - 作詞：tororo、作曲：東隆行、編曲：飯塚昌明、歌：yozuca*
- 挿入歌「Eternal love 〜眩しい季節〜」
  - 作詞・作曲：rino、編曲：大久保薫、歌：rino
- 挿入歌「Small Cherry 〜promised bell〜」
  - 作詞：tororo、作曲・編曲：Angel Note、歌：rino
- 挿入歌「そよ風のハーモニー」
  - 作詞・作曲：rino、編曲：大久保薫、歌：堀江由衣
- 挿入歌「未来地図」
  - 作詞・作曲：rino、編曲：長田直之、歌：yozuca*

## OVA
『D.C.I&II P.S.P. RE-ANIMATED』
『D.C.I&II P.S.P. 〜ダ・カーポI&II〜 プラスシチュエーション ポータブル プラチナパック』同梱Blu-rayに収録（同じく同梱のSPECIAL CONTENTS DVDにも収録）のOVA。両作品の音夢、ことり、由夢、音姫の告白シーンを新作で改めてアニメ化。
スタッフ
- 企画・原作 - CIRCUS
- エグゼクティブプロデューサー - 松村和俊、五十畑昌
- 総作画監督 - 島沢ノリコ
- キャラクター設定 - 高品有桂、島沢ノリコ
- 美術監督 - 渡辺三千恵
- 色彩設計 - 岩井田洋
- 撮影監督 - 近藤靖尚
- 編集 - 田熊純
- 音響監督 - 菊田浩巳
- 音楽 - 猫野こめっと（彗星堂）
- プロデューサー - 横田浩一郎、湯口静夫、川崎とも子
- アニメーション制作 - ZEXCS
- 監督 - ウシロシンジ
- 製作 - D.C.I&II P.S.P.製作委員会

各話リスト
| 話数 | サブタイトル | 絵コンテ     | 演出     | 作画監督 | 原画                                  | 第二原画                                              |
| ---- | ------------ | ------------ | -------- | -------- | ------------------------------------- | ----------------------------------------------------- |
| 1    | 音夢         | ウシロシンジ | 徳本善信 | 臼田美夫 | 村中博美 仁井学                       | 高柳佳幸 kaisen 和風アニメーション スタジオマーク A.I |
| 2    | ことり       | ウシロシンジ | 徳本善信 | 臼田美夫 | 臼田美夫                              |                                                       |
| 3    | 音姫         | 園田雅裕     | 園田雅裕 | 山本篤史 | 古賀美裕紀 清水博明 浜田秀之 地崎義生 | 仁井学 菊池由行 ウォンバット                          |
| 4    | 由夢         | 園田雅裕     | 園田雅裕 | 山本篤史 | 大森理恵 冨永和代 橋口隼人            | 中野典克 高柳佳幸 ウォンバット スタジオ牙鳴           |

## D.C.P.C. 〜ダ・カーポ〜 プラスコミュニケーション
『D.C.P.S. 〜ダ・カーポ〜 プラスシチュエーション』の18禁リメイク版。CD版とDVD版が同時発売され、DVD版には高音質のデータと高画質のオープニングムービーを収録する。
『プラスシチュエーション』からの主な変更点は以下のとおり。
- 天枷美春の声優変更
- 『プラスシチュエーション』から登場したキャラとのHシーン追加
- 新規挿入歌「BELIEVE」（作詞・作曲：rino、編曲：大久保薫、歌：yozurino*）追加。また、挿入歌「そよ風のハーモニー」の歌が堀江由衣からrinoに変更。

### パッケージ

#### 初回限定版
2004年5月28日にCDとDVDで同時に発売。DVD版/CD版ともに3点の特典物が同梱されている。また、予約特典として「ランブリングエンジェル」の和泉子のプロモーションカードが貰えた。
D.C.P.C.メモリアルトランプ
本編のCGを絵柄とした円形のトランプカード。素材はプラスチック。
D.C.P.C.オリジナルサントラ　ピアノセレクション
本編のヒロインの曲などのピアノアレンジを収録したオリジナルサントラ。
和泉子癒しバルーン
和泉子の顔をデザインしたビニール風船。膨らんだ時のサイズは耳も含めておおよそ横35×縦22×厚さ18cm。その存在感は癒しといえるか微妙。

#### 通常版
2004年6月4日にCDとDVDで同時に発売。初回出荷分には特製マウスパッドが含まれており、「マウスパッド付きDVD通常版」には髪を押さえている音夢、「マウスパッド付きCD通常版」にはベンチに座っている音夢のイラストのマウスパッドが同梱されている。

#### 感謝ぱっく
2005年12月16日にCDとDVDで同時に発売。2点の特典物を含む。
memories DISK
内容：
1. D.C.先行版「D.C.〜ダ・カーポ〜 in 聖夜のアルティメットバトル」
ファンディスク「アルキメデスのわすれもの」に収録された先行版の再収録。
2. D.C.体験版 
雑誌やイベントなどで配布された体験版
3. 「D.C.P.S　〜ダ・カーポ〜 プラスシチュエーション」デモムービー
4. アニメ「D.C. 〜ダ・カーポ〜」オープニング ノンテロップ版
5. その他サーカスムービー集 
収録作品：
  - 「すくみず 〜フェチ☆になるもんっ!〜」オープニングムービーおよびデモムービー
  - 「水夏 〜おー・157章〜」オープニングムービー
  - 「水夏 〜SUIKA〜」オープニングムービー
  - 「InfantariaXP」オープニングムービー
  - 「D.C. White Season 〜ダ・カーポ ホワイトシーズン〜」オープニングムービー

他

memories BOOK
今までのD.C.を振り返るプチ豪華イラスト集。亜星マコ、くま坂らま男による描き下ろし4コマ漫画入り。

### 関連書籍

#### パラダイムノベルス
ゲーム本編にほぼ忠実なノベライズ版。
原作：サーカス、著：雑賀匡、出版：パラダイム
- D.C.P.C. 〜ダ・カーポ〜 プラスコミュニケーション 胡ノ宮環編　ISBN 4-89490-737-2
- D.C.P.C. 〜ダ・カーポ〜 プラスコミュニケーション 月城アリス編　ISBN 4-89490-745-3
- D.C.P.C. 〜ダ・カーポ〜 プラスコミュニケーション 彩珠ななこ編　ISBN 4-89490-753-4
- D.C.P.C. 〜ダ・カーポ〜 プラスコミュニケーション 紫和泉子編　ISBN 4-89490-757-7
- D.C.P.C. 〜ダ・カーポ〜 プラスコミュニケーション 工藤叶編　ISBN 4-89490-761-5
- D.C.P.C. 〜ダ・カーポ〜 プラスコミュニケーション 霧羽香澄編　ISBN 4-89490-777-1

#### ファミ通文庫
サイドストーリー。以下括弧内は主役キャラ。
著：岡崎いずみ、イラスト：みけおう、出版：エンターブレイン（ファミ通文庫）
- D.C.P.C. 〜ダ・カーポ〜 プラスコミュニケーション 桜の螺旋　ISBN 4-7577-2040-8 （朝倉音夢）
- D.C.P.C. 〜ダ・カーポ〜 プラスコミュニケーション 桜の交錯　ISBN 4-7577-2202-8 （芳乃さくら）
- D.C.P.C. 〜ダ・カーポ〜 プラスコミュニケーション 桜色のドルチェ　ISBN 4-7577-2625-2 （白河ことり、工藤叶）
- D.C.P.C. 〜ダ・カーポ〜 プラスコミュニケーション 桜たちのパルティータ ISBN 4-7577-2937-5 （月城アリス、天枷美春）

### 関連CD
- D.C.P.S.C.S.1・2
  - キャラクターソング・主題歌
- D.C.P.C. ヴァーチャルドラマCD Vol.0 はぢめてのデート　
  - 2004年11月17日発売（同年8月のコミックマーケット66で先行発売）の音夢ドラマCD。発売元：S・O・F・T
- D.C.P.C. ちょっと○○○なドラマCD Vol.2「サクライロノタンゴ」（声：北都南）